# JUMP '91
JUMP '91은 대한민국의 가수 민해경의 1991년 발매한 정규 11집이다. 박건호, 조동산 등의 작사가들과, 김명곤, 김종환, 이주호, 박정원등의 작곡가들이 참여한 앨범이다. 활동곡은 미니스커트이다.

## 앨범의 특징
1983년 김현준과 듀엣으로 불렀던 내 인생은 나의 것이 솔로곡으로 수록되어 있다.
한때 무명이었던 김종환은 민해경 소속사로 찾아가 미니스커트를 주었고, 결국 짭짤한 수익을 얻었다고 전해진다. (이후 민해경 소속사로 들어가 소위 말하는 대박을 치는 앨범 -2,3,4집-을 발매한다.)미니스커트 역시 표절에 휘말려 새롭게 편곡하여 재녹음하였다.
잠깐만은 JUMP '90에 수록되어 있지만, 이 앨범에선 재편곡되어 수록되어 있다.

## 트랙 리스트
| #   | 제목                      | 작사   | 작곡   | 편곡 | 재생 시간 |
| --- | ------------------------- | ------ | ------ | ---- | --------- |
| 1.  | 〈내 인생은 나의 것〉     | 박건호 | 방기남 | 4:40 |           |
| 2.  | 〈미니스커트〉            | 김종환 | 김종환 | 3:50 |           |
| 3.  | 〈나의 사람아〉           | 이주호 | 이주호 | 3:30 |           |
| 4.  | 〈짚시〉                  | 조동산 | 원희명 | 3:37 |           |
| 5.  | 〈꿈이라 하지 말아요〉    | 박건호 | 김명곤 | 4:11 |           |
| 6.  | 〈오해와 변명〉           | 박건호 | 김명곤 | 3:47 |           |
| 7.  | 〈이젠 마음 주지 않아요〉 | 박건호 | 김명곤 | 3:39 |           |
| 8.  | 〈너 없는 시간 속에서〉   | 김학래 | 김학래 | 4:01 |           |
| 9.  | 〈잠깐만 (Remix)〉        | 박건호 | 김창남 | 3:07 |           |
| 10. | 〈사랑〉                  | 백창우 | 백창우 | 3:41 |           |

## 같이 보기
- 민해경 디스코그래피